# Roy Morgan Research
Roy Morgan Research és una empresa privada d'investigació de mercats amb seu a Melbourne, Austràlia. Va ser fundada el 1941 per Roy Morgan (1908-1985). El seu president executiu és Gary Morgan i la directora executiva és Michele Levine.
L'empresa rep uns ingressos nets de 40 milions de dòlars australians anualment i té la seu a Melbourne. A més té oficines a Sydney, Perth i Brisbane. Hi ha oficines de Roy Morgan International a Auckland, Londres, Nova York, Princeton i Jakarta.
Roy Morgan Research és l'única empresa independent australiana que no està controlada per cap empresa de mitjans de comunicació. Els resultats d'enquestes d'opinió i recerca són publicats per la companyia a la seva pàgina web, diaris, revistes, televisió, ràdio i internet. L'empresa proveeix recerca sobre publicitat i planificació de mitjans i els seus programes de recerca són a nivell governamental, social i corporatiu.

## Història
L'empresa va ser fundada el 1941 per l'australià Roy Morgan (1908-1985).
El 2007 Roy Morgan Roy Morgan va desenvolupar el Reactor (the Reactor), col·loquialment descrit com al cuc per a mesurar la reacció d'una audiència a uns estímuls visuals en temps real. Roy Morgan Research realitza el treball de camp per a la Household, Income and Labour Dynamics in Australia Survey de The Melbourne Institute.
L'agost de 2008 l'empresa va acomiadar a més de 50 treballadors degut a una baixa demanda per a treballadors, un succés descrit que el sindicat Australian Council of Trade Unions va descriure com un exemple del baix nivell de protecció en les lleis industrials actuals australianes pels treballadors. La companyia ho va defensar com a la seva decisió degut a la baixa demanda i pobre rendiment dels treballadors.